# Värmland
Värmland (Vermland) er en historisk provins (landskap) i Svealand i det centrale Sverige. Amt (län): hovedsageligt Värmlands län. 
De største byer er Karlstad og (i Örebro län) Karlskoga.

## Hertuger og hertuginder af Värmland
Efter år 1600 har Värmland haft tre titulære hertuger: 
1. Karl Filip, 1601-1622, søn af Karl 9. af Sverige
2. Karl Adolf, (3. juli 1798-10. juli 1798), søn af hertug Karl af Södermanland, senere Karl 13. af Sverige.
3. Prins Carl Philip, født 1979, svensk tronfølger 13. maj – 31. december 1979, søn af Carl 16. Gustav af Sverige, tidligere hertug af Jämtland.

## Stavning
Gadenavnet Vermlandsgade (2300 Kbh. S) afspejler den ældre svenske stavemåde.
59°45′N 13°15′Ø / 59.75°N 13.25°Ø